# Amphipoea motojondensis
Amphipoea motojondensis là một loài bướm đêm trong họ Noctuidae.